# Bañeras (Tarragona)
Bañeras (oficialmente en catalán Banyeres del Penedès) es un municipio de Cataluña, España. Situada en el este de la provincia de Tarragona, en la comarca del Bajo Panadés. Según datos de 2020 su población era de 3207 habitantes. Tiene agregados los poblados de Saifores y de San Miguel. Situado a 172 m de altitud y a 6 km al norte de la capital comarcal (Vendrell), comunica con la carretera de Arbós a San Jaime dels Domenys.

## Geografía
Bañeras está comprendida por 6 núcleos de población:
| Entidad de Población                 | Habitantes |
| ------------------------------------ | ---------- |
| Bañeras del Penedès                  | 1724       |
| Barrio de Saiforas                   | 72         |
| Les Masies de Sant Miquel            | 202        |
| Urbanización Casa Roja               | 185        |
| Urbanización del Priorato de Bañeras | 670        |
| Zona Residencial los Bosques         | 120        |

## Historia
En documentos de 938 aparece citada como la torre de la Guardia a la torre que está situada sobre una pequeña colina de la población. Fue posesión del obispo de Barcelona a partir del siglo X. Se cree que el lugar estuvo ocupado con anterioridad por los sarracenos ya que se encontraron restos de cerámica árabe en su interior. 
En el 1032, el obispo Guadall cedió el castillo de Bañeras a Mir Llop Sanç. Aunque siguió siendo un feudo del obispado, el castillo siguió en manos de los descendientes de Llop hasta que en 1371 pasó a ser patrimonio real. 
En el término actual existió un antiguo priorato benedictino que dependía de la abadía de Ripoll. Fue fundado a principios del siglo XII y alcanzó su máximo esplendor entre los siglos XIII y XIV. En 1559 los bienes de este priorato quedaron unidos a los del colegio de benedictinos de Lérida y más tarde a San Pablo del Campo. El priorato se disolvió definitivamente en 1835.

## Geografía humana

### Demografía
Cuenta con una población de 3347 habitantes (INE 2024).
| Gráfica de evolución demográfica de Bañeras entre 1842 y 2021 |
| |
| Población de derecho según los censos de población del INE Población de hecho según los censos de población del INEEn estos censos se denominaba Bañeras: 1842, 1857, 1860, 1877, 1887, 1897, 1900, 1910, 1920, 1930, 1940, 1950, 1960, 1970 y 1981 |

### Economía
Aunque durante muchos años la agricultura fue la fuente principal de ingresos, en 2006 sólo un 15% de la población se dedica a este oficio, siendo la industria la principal actividad económica. A pesar de ello, más del 80% del término está destinado a cultivos. El más importante es el de la viña, seguida por los cereales y los olivos.

## Cultura
Se ha conservado la iglesia del priorato dedicada a Santa María. Se trata de un edificio de dos naves de estilo románico. La primera fue construida a finales del siglo XI y es de planta rectangular; la segunda se añadió en el siglo XIII. Las naves están unidas por dos arcadas ligeramente apuntadas, abiertas en el muro de separación. En el muro norte se encuentra una puerta tapiada que servía para unir el templo con el resto de las dependencias monacales. En la parte interior se encuentra un sarcófago gótico con cuatro escudos de armas.
El pueblo se organizó alrededor del antiguo castillo del que sólo se conserva una parte de la torre. Es de planta circular y fue construida a mediados del siglo XI. La iglesia parroquial está dedicada a Santa Eulalia y es del siglo XVII. Fue construida en el lugar en el que se encontraba la antigua iglesia del castillo de la que no se conservan restos. Es de planta única y tiene un ábside poligonal. Tiene diversas capillas laterales y está cubierta con bóveda de crucería.
En las afueras se encuentra una antigua masía fortificada conocida como Casa Morada (Casa Murada). Fue construida en el siglo XIII con paredes muy gruesas que la hacían prácticamente inexpugnable. Destaca su torre en muy buen estado de conservación. Tiene anexa una pequeña ermita, construida en el siglo XVIII.
En la zona conocida como Mas Canyís se descubrió en 1960 un yacimiento arqueológico con restos de la Edad de Hierro. Se trata de una necrópolis en la que se encontraron objetos que se cree pertenecieron a un guerrero. Se conservan en el Museo Arqueológico de Vendrell.
Celebra su fiesta mayor el segundo domingo de julio. Destaca también la fiesta dedicada a la vendimia que tiene lugar en el mes de octubre.